# Twelve Hour Turn
Twelve Hour Turn fue una banda hardcore punk/screamo provenientes de Jacksonville, Florida. Formada en 1996 y eventualmente separada en el verano del 2002. Su primer show fue el 1 de febrero de 1997 y su último show fue el 19 de julio del 2002. Esta banda fue muy respetada entre los aficionados de la escena punk de Gainesville y atrajo la atención del sello discográfico "No Idea Records". Los miembros de la banda, tras separarse, se dispersaron por Florida y Oregón tocando en bandas contemporáneas como "True North", "Solid Pony", "Old Growth", "The Tubers" y "The Stroks".

## Sonido Característicos
El sonido de la banda fue pasando de un sonido thrash en sus comienzos, a un sonido más lento y melódico, continuando la mejora en sus composiciones durante todo el tiempo. Durante sus lanzamientos, la banda mostró su propia capacidad de componer y hacer música, de redactar peso que cambia la vida material.

## Lanzamientos
- "I Hate Myself/Twelve Hour Turn Split" ("No Idea Records", 1998)
- "The Victory Of Flight" CD ("No Idea Records", 1999)
- "Bend Break Spill EP" ("No Idea Records", 2001)
- "Perfect Progress, Perfect Destruction"LP ("No Idea Records", 2002)

## Miembros
- Dave Diem (Bajista, Vocalista)
- Rich Diem (Guitarrista, Vocalista)
- John Magnifico (Guitarrista, Vocalista)
- Matt Oliver (Baterista)